# Budynek Centrum Lokalnego przy ul. Modlińskiej w Warszawie
Budynek Centrum Lokalnego przy ul. Modlińskiej w Warszawie – zabytkowa secesyjna willa znajdująca się w Warszawie, w dzielnicy Białołęka, przy ulicy Modlińskiej nr 257. 
Po 1925 mieścił się w niej Zakład dla Upadłych Dziewcząt (byłych prostytutek), a od lat 50.XX wieku zakłady pomocy społecznej, urząd pocztowy, biblioteka i sklepy. Obiekt jest własnością miasta stołecznego Warszawy. W latach 2022−2025 budynek wraz z oficynami został wyremontowany w celu urządzenia w nim centrum lokalnego dla mieszkańców dzielnicy Białołęka. 

## Historia
Obiekt ma trzy kondygnacje i składa się z budynku głównego i dwóch niewielkich parterowych oficyn. Został zbudowany w 1900 w stylu prostej secesji dla małżeństwa Pisarków pod adresem Dąbrówka nr 2. Kolejnym właścicielem był Leon Haydziony, jeden z najbogatszych mieszkańców Henrykowa i współzałożyciel Towarzystwa Przyjaciół Henrykowa. W 1913 dobudował on do lewej oficyny budynek (obecnie nieistniejący).

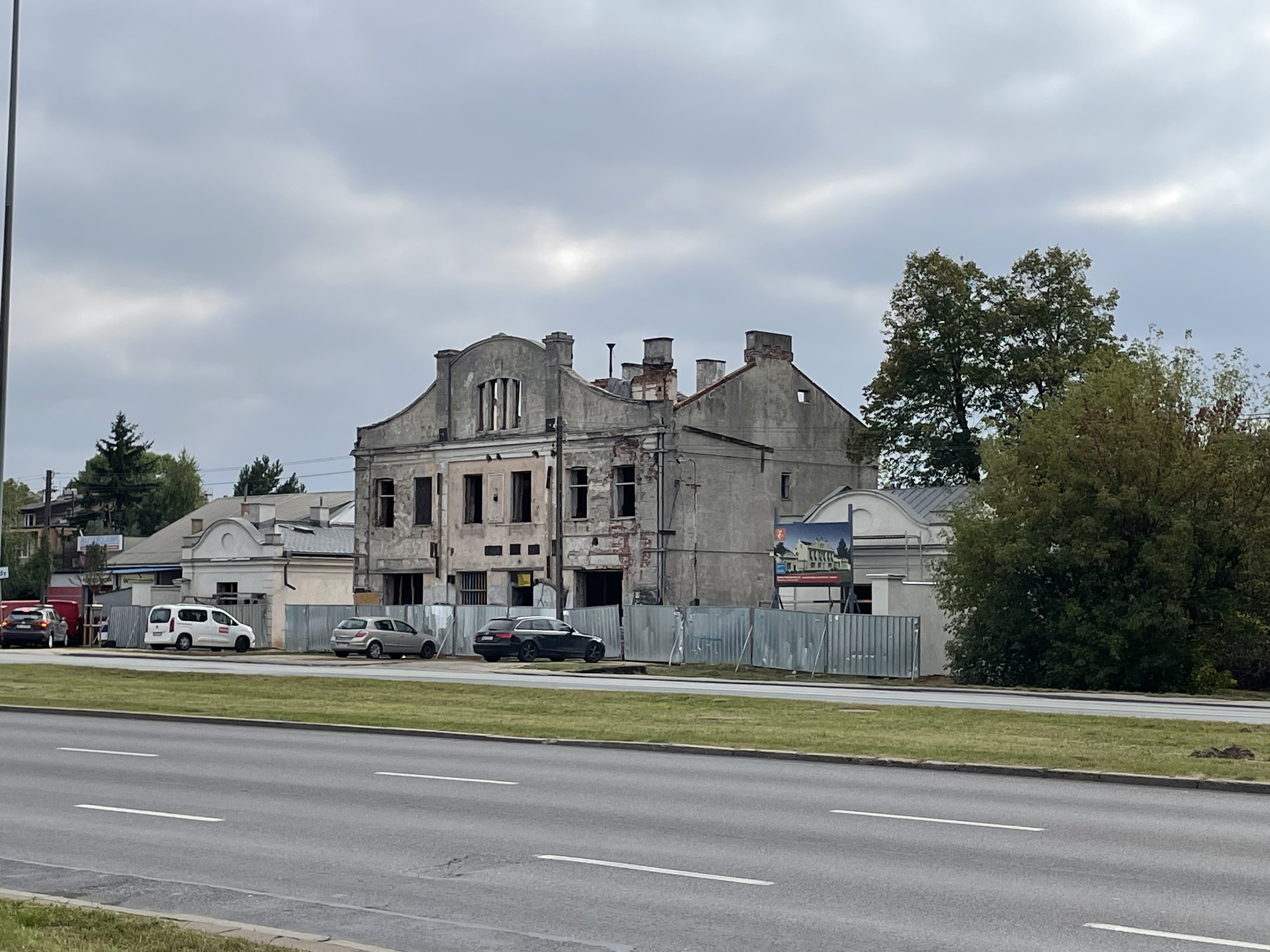
Budynek przy ul. Modlińskiej 257 w Warszawie w trakcie prac remontowych we wrześniu 2022 (przekształcanie w Centrum Lokalne w Białołęce)

W 1917 w największym pomieszczeniu budynku mieściła się szkoła powszechna. W latach 1914–1921 na parterze znajdowała się szkoła, posterunek policji oraz poczta. W 1921 willa stała się własnością Skarbu Państwa. W wyniku porozumienia między magistratem Warszawy i Warszawskim Chrześcijańskim Towarzystwem Opieki nad Kobietami utworzono w nim ośrodek „Przystań” prowadzony przez siostry benedyktynki samarytanki (wiodącą postacią była Jadwiga Jaroszewska), zapewniający opiekę kobietom uprawiającym prostytucję i przygotowującym je do wykonywania akceptowalnych społecznie zawodów (ogrodnictwo, pranie, gotowanie, hafciarstwo, krawiectwo, tkactwo). Przełom w działalności zakładu spowodowało objęcie w nim w 1937 kierownictwa przez siostrę Benignę (Stanisława Umińska) z zakonu benedyktynek samarytanek, wcześniej wybitną aktorkę. Szacuje się, że w okresie międzywojennym z pomocy „Przystani” skorzystało ponad 1000 kobiet.
W czasie okupacji niemieckiej obiekt był miejscem schronienia dla Żydów oraz magazynem broni Armii Krajowej. Siostra Benigna Umińska zorganizowała tutaj jesienią 1942 wspólnie z Leonem Schillerem teatr amatorski, w którym aktorkami były m.in. podopieczne „Przystani”. Teatr działał do 1944, wystawił 3 premiery, urządził 20 spektakli, w których udział wzięło ponad 2000 widzów. W okresie Świąt Bożego Narodzenia 1942 w willi wystawiano konspiracyjnie sztukę Leona Schillera „Pastorałkę”. 1 stycznia 1943 wśród widzów tego spektaklu byli Jerzy Andrzejewski, Witold Lutosławski, Czesław Miłosz, Danuta Szaflarska i Andrzej Łapicki. Czasław Miłosz, pracujący w czasie okupacji jako woźny obiektów Uniwersytetu Warszawskiego, wiele lat później wspominał na kartach „Roku Myśliwego”, że właśnie w henrykowskiej willi odkrył „esencję teatru”.
Podczas powstania warszawskiego w przeciwieństwie do wielu sąsiednich domów obiekt uniknął spalenia a jego mieszkańcy śmierci, gdyż dowódca niemieckiego oddziału likwidacyjnego wśród mieszkańców willi rozpoznał swojego znajomego i zezwolił osobom tam przebywającym na ucieczkę. W ostatnich tygodniach wojny mieścił się tam posterunek żandarmerii niemieckiej. W nocy z 30 na 31 sierpnia tutaj więziono ponad dwudziestu mieszkańców Płud, Dąbrówki i Choszczówki, aresztowanych w gospodarstwie działacza konspiracyjnego ks. Tomasza Albina Kołakowskiego. Ludzi tych 31 sierpnia wywieziono w kierunku Jabłonny i w nieznanym miejscu rozstrzelano. 
Po wojnie w obiekcie początkowo działał zakład dla prostytutek. W latach 50. znajdował się tam Państwowy Dom Specjalny dla przewlekle chorych. W 1960 utworzono tam Państwowy Dom Pomocy Społecznej dla dorosłych. Następnie znajdowała się tam biblioteka i różne sklepy.
W 2021 miasto wyasygnowało na remont obiektu 7,5 mln złotych i przeznaczyło go na Centrum Lokalne dla mieszkańców Białołęki. We wrześniu 2021 zostało wydane zezwolenie na budowę. Prace przeprowadzono w latach 2022−2025.
Willa docelowo ma mieścić salę widowiskową na ok. 50 osób. Na pierwszym piętrze przewidziano pomieszczenia do zajęć muzycznych, tanecznych i plastycznych. Na strychu mają znaleźć się pomieszczenia biurowe i pracownia malarska. W podziemiu planowany jest magazyn i zaplecze techniczne. Obiekt ma uwzględniać potrzeby osób z niepełnosprawnościami.

## Inne informacje
W czasie okupacji niemieckiej w obiekcie ukrywał się dezerter z armii włoskiej, który stał się pierwowzorem bohatera filmu fabularnego pt. „Giuseppe w Warszawie”.
Losy obiektu zostały opisane w książce: Anna Mieszkowska, Bartłomiej Włodkowski, Modlińska 257. Miejsce magiczne (Fundacja AVE, Warszawa 2015) ISBN 978-83-937754-8-4.